# Relaciones Guatemala-Irán
Las relaciones Guatemala-Irán son las relaciones internacionales entre Irán y Guatemala. Los dos países establecieron relaciones diplomáticas el 25 de enero de 1993.

## Relaciones diplomáticas
Guatemala e Irán entablaron relaciones diplomáticas el 25 de enero de 1993, aunque con poco intercambio diplomático y comercial. El 3 de enero de 2012, se generó una polémica ya que para la toma de posesión del entonces presidente electo Otto Pérez Molina se invitaron a todos los 149 jefes de Estado de los países con los que Guatemala mantiene relaciones diplomáticas, entre ellos fue invitado Mahmud Ahmadinejad, presidente de Irán en ese entonces.
Irán mantiene un embajador concurrente para Guatemala desde México, Guatemala mantiene un embajador concurrente para Irán desde Nueva York.